# Prosevania pyrrhosomoides
Prosevania pyrrhosomoides är en stekelart som beskrevs av Mani 1943. Prosevania pyrrhosomoides ingår i släktet Prosevania och familjen hungersteklar. Inga underarter finns listade i Catalogue of Life.